# Ein Unbekannter rechnet ab
Ein Unbekannter rechnet ab ist ein Film aus dem Jahre 1974, basierend auf dem 26. Agatha-Christie-Buch „Und dann gab's keines mehr“. Dieser Film ist die dritte Verfilmung des Agatha-Christie-Buchs. Frühere Verfilmungen sind die Filme „Das letzte Wochenende“ (1945) sowie der Film „Geheimnis im blauen Schloß“ (1965). Deutscher Fernsehtitel des am 24. September 1974 erstaufgeführten Filmes war Zehn kleine Negerlein.

## Handlung
Von einem mysteriösen Unbekannten unter unterschiedlichsten Vorwänden eingeladen, erreichen zehn Personen einen isolierten Ort in der iranischen Wüste, mehr als 200 Meilen von der nächsten Stadt entfernt und ohne Verbindung zur Außenwelt. Nach ihrer Ankunft treffen die Gäste den Hausherren nicht an, hören aber seine Stimme, die jedem ein ungesühntes Verbrechen vorhält, für das nun mit dem Leben bezahlt werden müsse. Mit unangenehmer Regelmäßigkeit wird ein Todesurteil nach dem anderen ausgeführt; jeder Mord wird durch einen Kinderreim angekündigt und durch eine zerbrochene Porzellanfigur symbolisiert. Michel Raven, ein französischer Sänger, und das Dienstmädchen Else sind die ersten Opfer. In einer Atmosphäre immer deutlicheren gegenseitigen Misstrauens gibt sich Wilhelm Blore als Privatdetektiv zu erkennen; General Salvé wird erstochen aufgefunden. Arthur Cannon, ein Richter, vermutet den Unbekannten unter den Eingeladenen. Otto Martino verdurstet bei einer versuchten Flucht in der Wüste. Weitere Opfer sind die durch eine Schlange getötete Schauspielerin Ilona Morgan, der erschossene Richter Cannon und Dr. Armstrong, bei dessen Auffindung Blore ums Leben kommt. Die letzten verbliebenen Gäste Vera Clyde und Hugh Lombard haben die Verbrechen, derer sie beschuldigt wurden, nicht selbst begangen. Sie können die Identität des Einladenden und Mörders durch einen Trick entlarven.

## Synchronisation
Die deutsche Synchronfassung entstand bei der Berliner Synchron. Lutz Arenz schrieb das Dialogbuch und Dietmar Behnke führte Regie.
| Rolle                 | Schauspieler         | Sprecher              |
| --------------------- | -------------------- | --------------------- |
| Michel Raven          | Charles Aznavour     | Gerd Martienzen       |
| Elsa Martino          | Maria Rohm           | Evelyn Gressmann      |
| Gen. André Salvé      | Adolfo Celi          | Claus Biederstaedt    |
| Ilona Morgan          | Stéphane Audran      | Renate Schroeter      |
| Otto Martino          | Alberto de Mendoza   | Hans-Werner Bussinger |
| Richter Arthur Cannon | Richard Attenborough | Fritz Tillmann        |
| Dr. Edward Armstrong  | Herbert Lom          | Siegfried Schürenberg |
| Hugh Lombard          | Oliver Reed          | Michael Chevalier     |
| Vera Clyde            | Elke Sommer          | Almut Eggert          |
| Stimme von Mr. Owen   | Orson Welles         | Heinz Petruo          |
| Wilhelm Blore         | Gert Fröbe           | Gert Fröbe            |

## Kritik
Das Lexikon des internationalen Films urteilte, „die zu sehr auf vordergründige Effekte ausgerichtete Inszenierung beeindruckt lediglich durch schauspielerische Leistungen. Ansonsten fehlt dem makabren Spiel um die Schuld und Sühne von zehn Personen jegliche Atmosphäre und psychologische Dichte.“

## Anmerkungen

Schauplatz des Films: Das Abbasi Hotel